# A 101 kiskutya epizódjainak listája
Ez a lista az 1997-től 1998-ig vetített 101 kiskutya című televíziós animációs sorozat epizódjainak felsorolását tartalmazza.

## Évados áttekintés
| Évad | Évad | Epizód | Évadpremier          | Évadfinálé       | Eredeti csatorna |
| ---- | ---- | ------ | -------------------- | ---------------- | ---------------- |
|      | 1    | 12     | 1997. szeptember 13. | 1998. január 10. | ABC              |
|      | 2    | 53     | 1997. szeptember 1.  | 1998. március 4. | Syndication      |

## Évadok

### 1. évad: 1997
| #   | Magyar cím                            | Eredeti cím                                  | Bemutató             |
| --- | ------------------------------------- | -------------------------------------------- | -------------------- |
| 1.  | Otthon, édes otthon                   | Home is Where the Bark Is                    | 1997. szeptember 13. |
| 2.  | Az új kedvencSzerelmi viszketegség    | He Followed Me HomeLove 'Em and Flea 'Em     | 1997. szeptember 27. |
| 3.  | A párbajHazudni veszélyes!            | Howl NoonEasy on the Lies                    | 1997. október 4.     |
| 4.  | A szerencse forgandóTiszt és úrikutya | Two for the ShowAn Officer and a Gentledog   | 1997. október 11.    |
| 5.  | Velejéig rosszSzörnyella konyhája     | Bad to the BoneSouthern Fried Cruella        | 1997. október 18.    |
| 6.  | RománcAz igazi hősök                  | Swine SongWatch for Falling Idols            | 1997. október 25.    |
| 7.  | A hírnév átkaA nagy macska-invázió    | The High Price of FameThe Great Cat Invasion | 1997. november 1.    |
| 8.  | Aki mer, az nyer                      | No Train, No Gain                            | 1997. november 8.    |
| 9.  | Rolly, a tojás-költőCsibe-fogócska    | Rolly's Egg-Celent AdventureWild Chick Chase | 1997. november 15.   |
| 10. | KutyavilágA legjobb barát             | The Dogs of De VilDog's Best Friend          | 1997. november 22.   |
| 11. | Szörnyella karácsonya                 | A Christmas Cruella                          | 1997. december 20.   |
| 12. | ŰrkalandSenki sem próféta             | Out to LaunchProphet and Loss                | 1998. január 10.     |

### 2. évad: 1997–1998
| #   | Magyar cím                                | Eredeti cím                                         | Bemutató             |
| --- | ----------------------------------------- | --------------------------------------------------- | -------------------- |
| 13. | Flikk-flakk floppyEbédszünet              | You Slipped a DiskChow About That?                  | 1997. szeptember 1.  |
| 14. | AgármajréLucky, a szupersztár             | Tic Track ToeLucky All-Star                         | 1997. szeptember 2.  |
| 15. | 101 popsztárCadpig a dutyiban             | Shake, Rattle, and WoofCadpig Behind Bars           | 1997. szeptember 3.  |
| 16. | Piknik perRejtjeles üzenet                | Leisure LawsuitPurred It Through the Grapevine      | 1997. szeptember 4.  |
| 17. | Saját kuckóLibabőr                        | Our Own DigsGoose Pimples                           | 1997. szeptember 5.  |
| 18. | Anita két arca                            | Two Faces of Anita                                  | 1997. szeptember 8.  |
| 19. | Gomba bomba                               | The Fungus Among Us                                 | 1997. szeptember 9.  |
| 20. | Bolti balhéVégre egyedül                  | Market MayhamLucky to be Alone                      | 1997. szeptember 10. |
| 21. | Ha nincs adás                             | Four Stories Up                                     | 1997. szeptember 11. |
| 22. | A mocsár titkaMalacnak áll a világ!       | It's a Swamp ThingRoll Out the Pork Barrel          | 1997. szeptember 12. |
| 23. | Élni Tudni KellMozivarázs                 | Alive N' ChickenPrima Doggy                         | 1997. szeptember 15. |
| 24. | Szülinapi meglepetés                      | You Say It's Your Birthday                          | 1997. szeptember 16. |
| 25. | KörnyezetszennyezésÁtverés                | Oozy Does ItBarnboozled                             | 1997. szeptember 17. |
| 26. | A kutyapolgár                             | Citizen Canine                                      | 1997. szeptember 18. |
| 27. | A szakaszAz erényes úton                  | Full Metal PulletDough the Right Thing              | 1997. szeptember 20. |
| 28. | Rázós ügyA hónap katonája                 | Frisky BusinessCadet of the Month                   | 1997. szeptember 22. |
| 29. | Valentin nap                              | Valentine Daze                                      | 1997. szeptember 23. |
| 30. | A legnagyobb vidámparkMarslakók támadása  | Close But No CigarInvasion of the Doggy Snatchers   | 1997. szeptember 25. |
| 31. | Fő az egészség!Homármese                  | Smoke DetectorsLobster Tale                         | 1997. szeptember 26. |
| 32. | BátorságpróbaMutasd meg, ki vagy          | Double Dog DareMooove It On Over                    | 1997. szeptember 29. |
| 33. | Hajótörés                                 | Shipwrecked                                         | 1997. október 1.     |
| 34. | Pláza-kölykök                             | Mall Pups                                           | 1997. október 3.     |
| 35. | Veszélyeztetett fajokA megmentő           | Shrewzle WatchThe Life You Save                     | 1997. október 6.     |
| 36. | A gyáva kutyaFekete bárány                | Spots and ShotsOn the Lamb                          | 1997. október 13.    |
| 37. | Kincses sziget a mocsárbanA termeszek ura | Treasure of Swamp IslandLord of the Termites        | 1997. október 20.    |
| 38. | Az ifjúság forrásaKi mint él, úgy ítél    | Fountain of YouthWalk a Mile in my Tracks           | 1997. október 30.    |
| 39. | Szörnyella-Park                           | Cruella World                                       | 1997. október 31.    |
| 40. | Éljen A FőnökSzellemi Táplálék            | Hail to the ChiefFood for Thought                   | 1997. november 3.    |
| 41. | A máltai kakas                            | The Maltese Chicken                                 | 1997. november 7.    |
| 42. | Mozi az egész világA csibe-show           | Film FataleMy Fair Chicken                          | 1997. november 10.   |
| 43. | A hó foglyaiRágni, vagy nem rágni         | Snow BoundersGnaw or Never                          | 1997. november 11.   |
| 44. | A kis álnok12 dühős kölyök                | Poison IvyTwelve Angry Pups                         | 1997. november 14.   |
| 45. | A szökevény                               | The Good-bye Chick                                  | 1997. november 17.   |
| 46. | Robot RollyLocsi-Fröcsi                   | Robo-RollySplishing and Splashing                   | 1997. november 20.   |
| 47. | Virtuális Lucky                           | Virtual Lucky                                       | 1997. november 21.   |
| 48. | Szerelem ó!                               | Cupid Pups                                          | 1997. november 24.   |
| 49. | Spot, a nagyon híres művészA bűvös orr    | The Artist Formerly Known as SpotThe Nose Knows     | 1997. november 25.   |
| 50. | T, mint tolvaj                            | K Is For Kibble                                     | 1998. január 5.      |
| 51. | Az év jótevője                            | Humanitarian of the Year                            | 1998. január 12.     |
| 52. | Ki lesz a szépségkirálynőCsapatszellem    | Beauty Pageant PandemoniumHog-Tied                  | 1998. január 16.     |
| 53. | Az ász de Frász                           | Coup DeVil                                          | 1998. január 19.     |
| 54. | Itt A Dadus Hol A DadusA Gallér           | Every Little Crooked NannyCone Head                 | 1998. január 30.     |
| 55. | CsatornákBalszerencse                     | ChannelsUn-Lucky                                    | 1998. február 6.     |
| 56. | Werkfilm                                  | The Making Of...                                    | 1998. február 9.     |
| 57. | KutyakiállításBűnös utakon                | Best of ShowWalk on the Wild Side                   | 1998. február 11.    |
| 58. | Horace és Jasper karriert csinál          | Horace and Jasper's Big Career Move                 | 1998. február 13.    |
| 59. | Az Ősi Átok                               | DeVil-Age Elder                                     | 1998. február 16.    |
| 60. | Az Ős KölyökA szerelem csodát tehet       | Jurassic BarkMy Fair Moochie                        | 1998. február 20.    |
| 61. | A Szörnyella-csemegeSpot baromfi-tündére  | Dog Food Day AfternoonSpot's Fairy God-Chicken      | 1998. február 23.    |
| 62. | A jólelkű SzörnyellaBuli, vagy nem buli?  | Good Neighbor CruellaAnimal House Party             | 1998. február 27.    |
| 63. | Dalmata vakáció 1. rész                   | Dalmatian Vacation, Part 1 — Road Warriors          | 1998. március 2.     |
| 64. | Dalmata vakáció 2. rész                   | Dalmatian Vacation, Part 2 — Cross-Country Calamity | 1998. március 3.     |
| 65. | Dalmata vakáció 3. rész                   | Dalmatian Vacation, Part 3 — Dearly Beloved         | 1998. március 4.     |